# Bineh Krueng
Bineh Krueng is een bestuurslaag in het regentschap Aceh Barat Daya van de provincie Atjeh, Indonesië. Bineh Krueng telt 960 inwoners (volkstelling 2010).